# Orchesella hoffmanni
Orchesella hoffmanni (лат.) — вид ногохвосток из семейства Entomobryidae. Впервые описан люксембургским зоологом Норбером Штомпом в 1968 году.

## Распространение, описание
Эндемик Люксембурга. Типовые экземпляры собраны в местности Мамерлайен. Обитает главным образом во мху и реже под камнями.
Длина тела — 5—5,5 мм.